# Імеон
38°11′51″ пн. ш. 73°12′40″ сх. д. / 38.19750° пн. ш. 73.21111° сх. д.

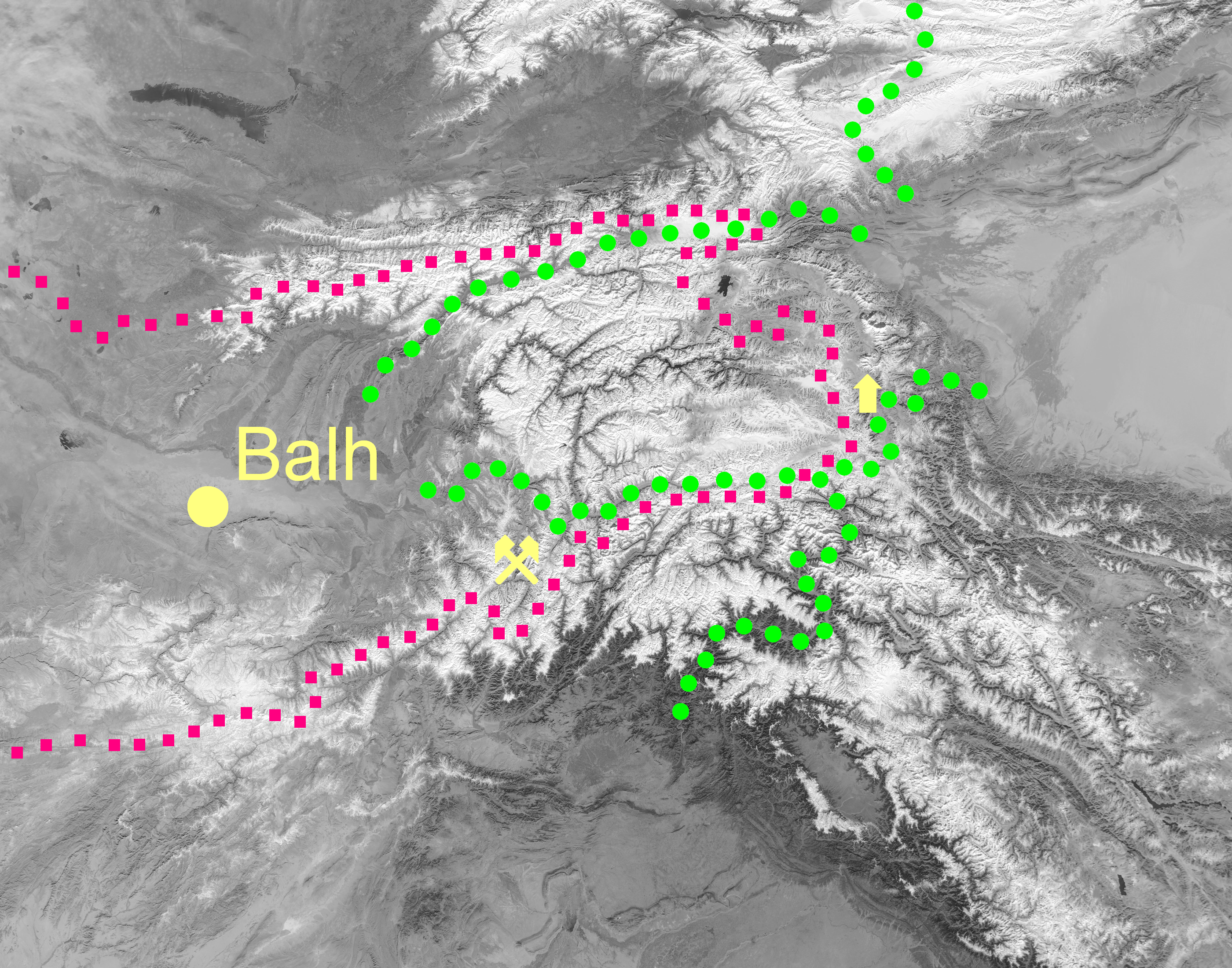
Територія Імеону відповідно до «Ашхарацуйца» (за реконструкцією академіка Сурен Тигранович Єремян)

Імеон (також Імаон, Імейські гори) — стародавня назва комплексу гірських систем у Центральній Азії, яка використовувалася античними та ранньосередньовічними географами. До Імеону включали Гіндукуш, Памір, Тянь-Шань та інші гори, що простягалися від Загросу на південному заході до Алтаю на північному сході та переходили у Куньлунь, Каракорум і Гімалаї на південному сході.

## Географія
Клавдій Птолемей, географ з Александрії, що жив у II ст. н.е., розташовує Імай північніше Індії. Ймовірно, ці ж гори має на увазі історик V століття Оросій, повідомляючи про гори Імав, розташовані десь у Центральній Азії неподалік Китаю.
Детальний опис гірської території та її населення був викладений у вірменському географічному творі «Ашхарацуйц», написаному у VII ст. Ананією Ширакаці. Відповідно до «Ашхарацуйца», Імеон ділився на чотири частини:
- Південний Імеон (вірменською — Емавон): Гіндукуш;
- Південно-Східний Імеон: Бадахшан і Памір;
- Північний Імеон: Алайські гори та хребти Тянь-Шаня на північ від Ферганської долини;
- Північно-Східний Імеон: центральні і східні хребти Тянь-Шаня.

Імеон межував з Китаєм на сході, Індією на півдні, Арією (регіон навколо сучасного Герата) на заході та Хорезмом на північному заході.
Гірську систему перетинав відрізок Шовкового шляху, що йшов від Яркенда на захід до Кам'яної Вежі на сході Паміру (місто згадується Птолемеєм і зображене на карті «Ашхарацуйца»), після чого він пролягав через Ваханський коридор і Бадахшан та досягав міста Балх. Альтернативна північна гілка Шовкового шляху пролягала від Кашгара до верхньої частини Алайської долини, перетинала Алайський хребет та досягала Ферганської долини.
Імеон був відомий своїми покладами лазуриту в західному Бадахшані, які позначені на карті «Ашхарацуйца». На копальнях Сар-і-Санга впродовж тисячоліть видобували найкращий у світі лазурит, який експортувався до Давнього Єгипту, Месопотамії, Італії та Риму. Венеційський авантюрист Марко Поло відвідав ці копальні в 1271 році під час своєї знаменитої подорожі до Китаю.

## Населення
Згідно з «Ашхарацуйцом», землі, розташовані у верхів'ях річки Оксус (Амудар'я) між Гіндукушем та Паміром населяли стародавні булгари (вірменською — булхи; Ширакаці називає "булхами" також і булгар, що населяють у його час Північний Кавказ). Окрім Ширакаці, інші пізньоантичні та середньовічні хроністи, такі як Агафій Мірінейський, Феофілакт Сімокатта та Михайло Сирієць, також вказують на Імеон як на батьківщину булгар. Окрім булгар, на території Центральної Азії на захід від Імеона мешкали ремісники і торговці з п'ятнадцяти народів, а біля північного підніжжя гір кочували представники 43 племен: саків, масагетів, ефталітів, хіонітів та інших.

## Пам'ять
Гірський хребет Імеон, розташований на острові Сміт в архіпелазі Південних Шетландських островів (Антарктика) названий на честь гір Імеон.